# Империја (ТВ серија из 2014)
Империја (порт. Império) бразилска је теленовела, продукцијске куће Реде Глобо, снимана током 2014. и 2015.
Добитница је међународне награде Emmy у категорији за најбољу теленовелу 2015.
У Србији је 2017. приказивана на каналу Пинк 2.

## Синопсис
Прича почиње 1989. Жозе Алфредо Медеирос је младић који се лудо заљубљује у своју јетрву, Елијане, која је старија од њега и удата за његовог брата, Евалда. Њих троје живе у истој кући. Када Евалдо буде сазнао за везу између Жозе Алфреда и Елиане, двоје љубавника не би ли избегли проблеме, одлучују да побегну из Рио де Жанеира. Њихове планове спречава Кора, Елијанина сестра, која успева да их раздвоји.
Жозе сам напушта град, одлазећи у непознатом правцу. На том путу среће Себастијаоа, који га наговара да му се придружи у потрази за драгим камењем и одводи га у Швајцарску, где Жозе упознаје Марију Марту, девојку која потиче из угледне породице и коју жени како би му утицај њеног порекла помогао да се оствари у високом друштву. Међутим, то није довољно. Како би се пробио до тржишта драгог камења, зближава се и са Маријом Жоакином, пословном женом која је на челу једне португалске фирме. Она ће га увести у шверц драгог камења, не би ли лакше и брже дошао до жељеног новца. На путу амбиције, при стварању своје империје, Жозе Алфредо биће спреман и да убије.
Године пролазе и Жозе Алфредо је сада већ разведен од Марије Марте. Њен једини циљ је да живот бившег мужа претвори у пакао. Због тога жели да запосли своје троје деце у „Царству драгуља“, компанији која се бави израдом накита, коју је Жозе створио и захваљујући којој је постао милионер. Осветнички план је да уз помоћ деце преусмери новац бившег мужа и доведе фирму до стечаја. Троје деце разведеног пара чине уображена Марија Клара, амбициозни Жозе Педро и размажени Жоао Лукас. И док Марија Марта припрема своју освету, Жозе Алфредо је посвећен објављивању своје енциклопедије широм света, али и састанцима са својом љубавницом Маријом Исис, нимфоманком из унутрашњости чији је сан да постане модел. Међутим, њена веза са старијим мушкарцем заправо је „пројекат“, који је испланирала њена породица не би ли од Жозе Алфреда извукла позамашну суму новца.
Жозе Алфредова империја почиње да се руши, када ружичасти дијамант из Јужне Африке, симбол статуса и моћи, нестане са планине Рораима. У својој тајанственој мисији, Жозе верује да ће све поћи низбрдо уколико не пронађе свој омиљени драги камен и не ослободи се лажног сјаја који је остао на његовом месту. Ситуација постаје још напетија по Жозеа, када Кора, сестра његове бивше љубави, поново уђе у његов живот и открије му да са Елијане има ванбрачну ћерку, Кристину.

## Улоге
| Глумац:                            | Улога:                                                        |
| ---------------------------------- | ------------------------------------------------------------- |
| Алешандре Неро Шај Суеде           | Жозе Алфредо Медеирос                                         |
| Лилија Кабрал Адријана Бироли      | Марија Марта Медеирос де Мендонса и Албукерки                 |
| Леандра Леал                       | Кристина дос Анжос Бастос Медеирос Фереира                    |
| Марина Руј Барбоза                 | Марија Исис Фереира да Коста Медеирос                         |
| Дрика Мораес Маржори Естијано      | Кора дос Анжос Бастос                                         |
| Ванеса Ђакомо                      | Елиане дос Анжос Медеирос                                     |
| Каио Блат                          | Жозе Педро Медеирос де Мендонса и Албуркерки Фабрисио Мелгасо |
| Андреја Орта                       | Марија Клара Медеирос де Мендонса и Албуркерки                |
| Рафаел Кардозо                     | Висенте Фереира                                               |
| Данијел Роша                       | Жоао Лукас Медеирос де Мендонса и Албуркерки                  |
| Жози Песоа                         | Едуарда Ду Ботичели Медеирос де Мендонса и Албуркерки         |
| Отон Бастос                        | Ренато Силвијано дос Сантос Муниз                             |
| Кармо Дала Векија                  | Маурилио Фереира Ренато Силвијано Жуниор                      |
| Марија Рибеиро                     | Данијеле Медеирос де Мендонса и Албуркеки                     |
| Зезе Полеса                        | Магнолија Фереира да Коста                                    |
| Тато Габус Мендес                  | Северо да Коста                                               |
| Пауло Бети                         | Теодоро Тео Переира                                           |
| Жоаким Лопес                       | Енрико Болгари Насименто                                      |
| Роберто Бириндели Алехандро Клејво | Жозуе                                                         |
| Дани Барос                         | Лореин                                                        |
| Аилтон Граса                       | Шана Адалберто                                                |
| Вивијане Араужо                    | Себастијана Нана Алвес                                        |
| Нанда Коста                        | Туане да Консесао Медеирос                                    |
| Рафаел Лосо                        | Еливалдо Медеирос                                             |
| Жосе Мајер                         | Клаудио Болгари                                               |
| Сузи Рего                          | Беатриз Болгари Насименто                                     |
| Адријана Бироли                    | Аманда Мендонса                                               |
| Летисија Биркеуер                  | Ерика Вон Фурстемберг                                         |
| Ромуло Нето                        | Роберто Фереира да Коста                                      |
| Ана Каролина Дијаз                 | Кармен Годињо                                                 |
| Пауло Виљена                       | Домингос Салвадор                                             |
| Тијаго Мартинс                     | Евалдо Медеирос                                               |
| Режина Дуарте                      | Марија Жоакина Брага                                          |
| Режиналдо Фарија                   | Себастијао Фереира                                            |